# Laura Dahlmeier
Laura Dahlmeier (Garmisch-Partenkirchen, 22 augustus 1993 – Karakoram (Pakistan),  28-30 juli 2025) was een biatlete uit Duitsland. Ze vertegenwoordigde haar vaderland op de Olympische Winterspelen 2014 in Sotsji en op de Olympische Winterspelen 2018 in Pyeongchang, waar ze twee gouden medailles won.

## Carrière
Dahlmeier maakte haar wereldbekerdebuut in het seizoen 2012/2013. Ze won enkele wereldbekerwedstrijden in de 4x6 km estafette. In 2014 nam Dahlmeier een eerste keer deel aan de olympische winterspelen. Ze eindigde 13e op het individuele nummer, 30e in de achtervolging en 46e op de sprint. Met haar landgenotes werd ze 11e op de 4x6 km estafette. Op 7 februari 2015 behaalde ze haar eerste overwinning in een wereldbekerwedstrijd door winst op de 7,5 km sprint in Nové Město na Moravě.
Tijdens de Wereldkampioenschappen biatlon 2015 in Kontiolahti behaalde Dahlmeier samen met Franziska Preuß, Vanessa Hinz en Franziska Hildebrand de wereldtitel op de 4x6 km estafette. Op de wereldkampioenschappen biatlon 2016 in Oslo werd de Duitse wereldkampioene op de 10 kilometer achtervolging. Daarnaast veroverde ze de zilveren medaille op de 12,5 kilometer massastart en de bronzen medaille op zowel de 15 kilometer individueel als de 7,5 kilometer sprint. Op de 4x6 km estafette legde ze samen met Franziska Preuß, Franziska Hildebrand en Maren Hammerschmidt beslag op de bronzen medaille.
Op de Wereldkampioenschappen biatlon 2017 in Hochfilzen behaalde Dahlmeier maar liefst 5 wereldtitels. Enkel op de sprint moest Dahlmeier tevreden zijn met de zilveren medaille, achter Gabriela Koukalová. Dahlmeier domineerde ook het ganse seizoen 2016/2017 in de wereldbeker met eindwinst in de algemene wereldbeker als resultaat. Ook in het individuele nummer en de achtervolging won ze het eindklassement in de wereldbeker. In het eindklassement van de sprint en de massastart moest ze de zege laten aan Gabriela Koukalová.
Tijdens de Olympische Winterspelen van 2018 in Pyeongchang veroverde Dahlmeier de gouden medaille op de sprint en op de achtervolging.
Op vrijdag 17 mei 2019 maakte zij bekend met onmiddellijke ingang te stoppen. Ze had al haar doelen bereikt en was vooral opgelucht dat ze nu kon gaan en staan waar ze wilde zonder dat te moeten melden (in verband met anti-dopingvoorschriften).
Dahlmeier werd na haar biatlon-carrière alpiniste. Op 28 juli 2025 verongelukte ze door een rotslawine bij de beklimming van de Laila-bergtop in het Karakoramgebergte van Pakistan. Twee dagen later werd haar dood bevestigd door de reddingsoperatie. Dahlmeier werd 31 jaar oud.

## Resultaten

### Olympische Winterspelen
| Jaar | Plaats      | Onderdeel   | Onderdeel | Onderdeel     | Onderdeel  | Onderdeel | Onderdeel          |
| Jaar | Plaats      | Individueel | Sprint    | Achtervolging | Massastart | Estafette | Gemengde estafette |
| ---- | ----------- | ----------- | --------- | ------------- | ---------- | --------- | ------------------ |
| 2014 | Sotsji      | 13e         | 46e       | 30e           | –          | 11e       | DSQ                |
| 2018 | Pyeongchang | ↑           | ↑         | ↑             | 16e        | 8e        | 4e                 |

### Wereldkampioenschappen
| Jaar | Plaats            | Onderdeel   | Onderdeel | Onderdeel     | Onderdeel  | Onderdeel | Onderdeel          | Onderdeel                 |
| Jaar | Plaats            | Individueel | Sprint    | Achtervolging | Massastart | Estafette | Gemengde estafette | Single gemengde estafette |
| ---- | ----------------- | ----------- | --------- | ------------- | ---------- | --------- | ------------------ | ------------------------- |
| 2013 | Nové Město        | –           | –         | –             | –          | 5e        | –                  |                           |
| 2015 | Kontiolahti       | 6e          | 4e        | Zilver        | 7e         | Goud      | –                  |                           |
| 2016 | Oslo Holmenkollen | Brons       | Brons     | Goud          | Zilver     | Brons     | –                  |                           |
| 2017 | Hochfilzen        | Goud        | –         | Goud          | Goud       | Goud      | Goud               |                           |
| 2019 | Östersund         | 4e          | Brons     | Brons         | 6e         | 4e        | –                  | –                         |

### Wereldkampioenschappen junioren
| Jaar | Plaats       | Onderdeel   | Onderdeel | Onderdeel     | Onderdeel |
| Jaar | Plaats       | Individueel | Sprint    | Achtervolging | Estafette |
| ---- | ------------ | ----------- | --------- | ------------- | --------- |
| 2011 | Nové Město   | 12e         | 14e       | Brons         | Brons     |
| 2012 | Kontiolahti  | 16e         | 37e       | 34e           | 6e        |
| 2013 | Obertilliach | Goud        | Goud      | Zilver        | Goud      |

### Wereldbeker
Eindklasseringen
| Seizoen   | Algemeen | Individueel | Sprint | Achtervolging | Massastart |
| --------- | -------- | ----------- | ------ | ------------- | ---------- |
| 2012/2013 | 35e      | –           | 32e    | 36e           | 29e        |
| 2013/2014 | 15e      | 12e         | 23e    | 14e           | 15e        |
| 2014/2015 | 8e       | 8e          | 8e     | 4e            | 12e        |
| 2015/2016 | 6e       | 10e         | 9e     | 5e            | Brons      |
| 2016/2017 | Goud     | Goud        | Zilver | Goud          | Zilver     |
| 2017/2018 | 4e       | –           | 4e     | Brons         | Zilver     |
| 2018/2019 | 12e      | 9e          | 10e    | 14e           | 13e        |

Wereldbekerzeges
| Nr.         | Datum            | Plaats                  | Onderdeel           |
| Individueel | Individueel      | Individueel             | Individueel         |
| ----------- | ---------------- | ----------------------- | ------------------- |
| 1.          | 7 februari 2015  | Nové Město na Moravě    | 7,5 km sprint       |
| 2.          | 22 maart 2015    | Chanty-Mansiejsk        | 12,5 km massastart  |
| 3.          | 12 december 2015 | Hochfilzen              | 10 km achtervolging |
| 4.          | 19 december 2015 | Pokljuka                | 10 km achtervolging |
| 5.          | 9 januari 2016   | Ruhpolding              | 10 km achtervolging |
| 6.          | 10 januari 2016  | Ruhpolding              | 12,5 km massastart  |
| 7.          | 6 maart 2016     | Oslo (WK)               | 10 km achtervolging |
| 8.          | 30 november 2016 | Östersund               | 15 km individueel   |
| 9.          | 9 december 2016  | Pokljuka                | 7,5 km sprint       |
| 10.         | 10 december 2016 | Pokljuka                | 10 km achtervolging |
| 11.         | 19 januari 2017  | Antholz                 | 15 km individueel   |
| 12.         | 12 februari 2017 | Hochfilzen (WK)         | 10 km achtervolging |
| 13.         | 16 februari 2017 | Hochfilzen (WK)         | 15 km individueel   |
| 14.         | 19 februari 2017 | Hochfilzen (WK)         | 12,5 km massastart  |
| 15.         | 2 maart 2017     | Pyeongchang             | 7,5 km sprint       |
| 16.         | 4 maart 2017     | Pyeongchang             | 10 km achtervolging |
| 17.         | 11 maart 2017    | Kontiolahti             | 7,5 km sprint       |
| 18.         | 16 december 2017 | Annecy-Le Grand-Bornand | 10 km achtervolging |
| 19.         | 20 januari 2018  | Antholz                 | 10 km achtervolging |
| 20.         | 27 januari 2019  | Antholz                 | 12,5 km massastart  |
| Estafettes  |                  |                         |                     |
| 1.          | 10 maart 2013    | Sotsji                  | 4x6 km estafette    |
| 2.          | 12 december 2013 | Annecy-Le Grand-Bornand | 4x6 km estafette    |
| 3.          | 8 januari 2014   | Ruhpolding              | 4x6 km estafette    |
| 4.          | 25 januari 2015  | Antholz                 | 4x6 km estafette    |
| 5.          | 13 maart 2015    | Kontiolahti (WK)        | 4x6 km estafette    |
| 6.          | 11 december 2016 | Pokljuka                | 4x6 km estafette    |
| 7.          | 12 januari 2017  | Ruhpolding              | 4x6 km estafette    |
| 8.          | 22 januari 2017  | Antholz                 | 4x6 km estafette    |
| 9.          | 9 februari 2017  | Hochfilzen (WK)         | Gemengde estafette  |
| 10.         | 17 februari 2017 | Hochfilzen (WK)         | 4x6 km estafette    |
| 11.         | 10 december 2017 | Hochfilzen              | 4x6 km estafette    |
| 12.         | 13 januari 2018  | Ruhpolding              | 4x6 km estafette    |
| 13.         | 8 februari 2019  | Canmore                 | 4x6 km estafette    |